# 修长智
修长智（1963年4月—），男，黑龙江省七台河市人，中华人民共和国军官、第十三屆全国人大代表。历任武警重庆市总队政治委员，中共浙江省委常委、浙江省军区原政治委员。